# Maikel Vistel
Maikel Vistel (* 1983 in Santiago de Cuba) ist ein kubanischer Jazzmusiker (Tenorsaxophon,  Komposition).

## Leben und Wirken
Vistel stammt aus einer Musikerfamilie; sein älterer Bruder Jorge ist gleichfalls Jazzmusiker (Trompete). Nach seinem Studienabschluss als Saxophonlehrer an der Escuela Nacional de Arte in Havanna wurde er für drei Jahre als Lehrer an dieselbe Institution berufen.
Vistel wirkte dann als musikalischer Leiter in der Gruppe Havana Latin Millenium, mit dem er international beim Monterey Jazz Festival und bei Bermuda Jazz auftrat. Zusammen mit seinem Bruder Jorge gründete er die Band Vistel Brothers. 2006 beschlossen sie, ihre künstlerische Karriere von Madrid aus fortzusetzen und migrierten nach Spanien. 2010 legten sie mit den Vistel Brothers das Album Evolution bei Fresh Sound Records vor; 2022 erschien in ähnlicher Besetzung Fiesta en el Batey. Im Trio mit Reinier Elizarde und Juanma Barroso entstand beim Label Big Music das Album Trio On, das bei den Cubadisco Awards 2014 in der Kategorie Jazz nominiert wurde. 2015 entstand sein erstes Soloalbum mit dem Titel Pasos.
Vistel trat mehrere Jahre als Saxophonist und Arrangeur mit Calle 13 auf. Weiterhin arbeitete er mit Musikern wie Mark Turner, Roy Hargrove, James Carter, Joe Lovano, Greg Osby, Román Filiú, David Virelles, Aruán Ortiz, Gary Thomas, Esperanza Spalding, Dado Moroni, Dafnis Prieto, Javier Vercher und Steve Coleman. Er ist auch auf Alben von Apolo Bass, Miguel Ángel Chastang, Juanma Barroso, Mariano Valdallo, Florian Arbenz (Conversations #4: Vulcanized, 2022) und dem Van Assert Vistel Project zu hören.